# Territorialismo
El territorialismo, también conocido como estatismo (no confundir con la filosofía política de igual nombre), fue un movimiento político judío que pretendía la creación de un territorio judío suficientemente grande y compacto, no necesariamente en Tierra de Israel y no necesariamente independiente.

## Desarrollo del territorialismo
Antes de 1905 algunos líderes sionistas tuvieron en cuenta propuestas para una patria judía en lugares distintos de Palestina. Theodor Herzl abogó por un estado judío ya fuera en Palestina, "nuestro inolvidable hogar histórico", o en Argentina, "uno de los países más fértiles del mundo". Muchos de los grupos sionistas socialistas eran más territorialistas que sionistas.
La Jewish Colonization Association, creada en 1891 por el Baron Maurice de Hirsch, estaba destinada a facilitar la emigración en masa de judíos desde Rusia y otros países de Europa de Este, estableciéndose en colonias agrícolas en terrenos comprados por el comité, en particular en Norte y Sudamérica (especialmente Argentina).
En 1903 ministros británicos sugirieron el Programa para la Uganda Británica, consistente en asignar un territorio para un estado judío en "Uganda" (en la actualidad Kenia). Herzl en principio rechazó la idea, prefiriendo Palestina, pero después de la revuelta antijudía en abril de 1903 (pogromo de Kishinev), Herzl presentó una polémica propuesta en el Sexto Congreso Sionista para estudiar la oferta como una medida temporal para los judíos que corrían peligro en Rusia. A pesar de su carácter urgente y temporal, el apoyo a la propuesta creó grandes divisiones, y la amplia oposición al plan se demostró con una huelga dirigida por la delegación ruso-judía en el congreso. Pocos historiadores creen que dicho asentamiento hubiera atraído inmigrantes, apoyo financiero, o apoyo político internacional. Pese al fuerte apoyo por parte de algunos líderes sionistas, la paz se mantuvo en el movimiento gracias a una maniobra parlamentaria, retrasando la votación para establecer un comité que investigara a fondo la posibilidad, que no fue finalmente rechazada hasta el 7º congreso sionista en 1905.
En respuesta, la Jewish Territorialist Organization (Organización Territorialista Judía) dirigida por Israel Zangwill se separó del movimiento sionista. Intentó localizar algún territorio viable para el asentamiento judío en América (por ejemplo Galveston), África, Asia, y Australia, sin ningún resultado. La Organización Territorialista Judía se disolvió en 1925. 
Aparte de la Organización Territorialista Judía, en la URRS existía también un proyecto territorialista en Ucrania, Crimea y en la región de Birobidzhan, donde se llegó a establecer una región autónoma judía en 1934. (La región autónoma judía (del ruso: Евре́йская автоно́мная о́бласть), Yevreyskaya avtonomnaya oblast; en yidis: ייִדישע אווטאָנאָמע געגנט, yidishe avtonome gegnt‎ es aún hoy día una región autónoma situada en la parte más oriental de Rusia.)
Ante el inminente genocidio nazi, Isaac Nachman Steinberg estableció la liga de la libertad en los EE. UU. en 1935. Esta organización intentó, sin éxito, buscar la autonomía judía consiguiendo un gran territorio en zonas poco pobladas de Ecuador, Australia, o Surinam. Una de las empresas más conocidas fue el plan kimberley, pera obtener un territorio en Australia. Después de la creación del estado de Israel en 1948, Steinberg criticó la política exclusivista del gobierno israelí y continuó con sus intentos de crear un asentamiento judío no nacionalista en alguna región del mundo. Tras la muerte de Steinberg en 1957 Mordkhe Schaechter se hizo con el liderazgo de la liga de la libertad, que gradualmente cambió de objetivos a otros de tipo cultural.

## Territorialismo en la cultura popular
La obra de historia alternativa publicada en 2007 "The Yiddish Policemen's Union" (no publicado en español) del autor americano Michael Chabon, está inspirada en el informe Slattert de 1939 y basado en la premisa de que tras la Segunda Guerra Mundial, se estableció una colonia para judíos refugiados en Alaska en el año 1941 mientras que el estado de Israel es destruido poco después de su creación en 1948. Esta obra puede considerarse una historia alternativa de Territorialismo (aunque el escritor no comparte necesariamente la ideología del movimiento territorialista). 